# برلوگ
برلوگ (به لاتین: Berlevåg) یک شهرداری در نروژ است که در فینمارک واقع شده‌است. برلوگ ۱٬۱۲۱٫۷۸ کیلومتر مربع مساحت دارد.